# Apax Partners
La Apax Partners è una società finanziaria britannica con sede a Londra e specializzata nei settori di private equity, hedge funds e investimenti di capitale.
Fondata da Alan Patricof nel 1969, è stata una delle prime ad investire nelle nuove tecnologie. In passato ha detenuto quote rilevanti di aziende come Apple e America Online. Ha uffici anche a New York, Hong Kong, Mumbai, Monaco di Baviera, San Paolo e Shanghai.

## Storia
Nasce come combinazione di tre aziende:
- Patricof & Co, fondata nel 1969 a New York da Alan Patricof, uno dei pionieri del venture capital
- Multinational Management Group (MMG), fondato nel 1972 da Sir Ronald Cohen e Maurice Tehéuio con uffici a Londra e Parigi
- Saunders Karpd & Megrue, fondato nel 1988 da  Thomas A. Saunders III e Allan N. Karp e affiancato da John Megrue nel 1992.

Nel 1977 Patricof & Co e MMG formano la Alan Patricof & Associates che in seguito prende il nome di Apax Partners. Nel 2001 Alan Patricof lascia l'azienda per poi fondare un'altra società, la Greycroft Partners.  Nel 2005 Apax Partners acquisisce  Saunders Karp & Megrue e nel 2006 entra con Bain Capital nel consorzio di private equity guidato da Kkr per rilevare l'80% della divisione semiconduttori di Royal Philips Electronics. La nuova società prenderà il nome di NXP Semiconductors.
Nel 2007 stringe una partnership con la Jadeja Group of Industries.
Nel marzo 2018 rileva il controllo di Business integration partners con un investimento di 200 milioni di euro continuando l'espansione nel settore della consulenza dopo l'acquisizione di Engineering  effettuata nel luglio 2016. Le due aziende tornano ad essere strettamente legate come già avvenuto nel quinquennio 2003-2007.

## Investimenti

### Spagna
Tra i suoi recenti investimenti in Spagna ha partecipato come socio fondatore della compagnia aerea Vueling, una posizione che ha lasciato nell'estate del 2000.
Nel 2008, con l'obiettivo di crescere in Spagna, acquista Artiach e Kraft con un investimento di 58 milioni di euro finanziati al 100% con credito bancario; mentre a luglio 2015 ha acquisito il 100% del portale immobiliare idealista.com.

### Italia
Tra i principali investimenti in Italia si annoverano le partecipazioni in Engineering.